# 联合相容分枝定界
联合相容分枝定界（英語：Joint Compatibility Branch and Bound，简称JCBB）， 是计算机视觉和机器人研究中在同时定位与地图构建（SLAM）时经常使用的一种数据关联算法。
JCBB算法通过比较一对数据的联合相容性，可以比较成功的判别虚假的配对，因此在比较复杂的数据中可以比较能够体现出它的鲁棒性。